# ニュース×情報 がるがる
『ニュース×情報 がるがる』（ニュースかけるじょうほう がるがる）は、群馬テレビ（ぐんテレ）で2025年3月31日から平日夕方に放送している報道・情報番組。

## 概要
2009年4月6日から放送してきた夕方の報道番組『ニュースジャスト6』と、2011年7月4日から放送してきた昼の情報番組『ひるポチッ!』を統合して2025年3月31日より開始した。
「群馬がつながる ひろがる」をコンセプトに、当日のニュースに加えて深掘りした記者解説、県内各地での中継など幅広い情報発信に取り組むとしている。

### 番組開始に至る経緯
群馬テレビでは、2020年から2023年8月までの3年間、当時の社長の武井和夫の独断で計25回にわたって大規模な人事異動を行い、多くの社員に複数部署を兼務させると同時に外部制作会社やフリーランスとの取引も停止または削減させ、社内の未経験者に番組を制作させるなどした。その結果、字幕の誤りや違う映像を流すなどのトラブルが発生した。ニュース取材も、武井による「スポンサーではない自治体や企業に取材に行く必要はない。NHK前橋放送局に行ってもらえばいい」「有料の防災情報の契約を結ばない館林市、渋川市、富岡市には取材に行く必要はない」などの理由で取材を減らすよう求め、実際にニュース番組の放送時間が短縮した事例も発生した。更に経費削減に伴う長時間労働の改善などについて、群馬テレビと団体交渉していた同社の労働組合幹部を不当に配置転換させる事例も発生したとして、同組合は2023年10月18日に群馬県の労働委員会に救済を申し立てた。2023年10月23日、同組合が群馬県庁に説明で訪れ、「畑違いの部署の人事異動が頻繁に行われてテレビ局としてのノウハウは失われ、このままでは会社がなくなってしまうのではないかという危機感を持っている」と説明した。
群馬県知事の山本一太は2023年11月2日に行われた定例会見で、群馬テレビの筆頭株主として群馬県が武井と労働組合から事情聴取したことを明かした上で「群馬テレビが今後、しっかり県域放送局としての役割を果たしてもらえるか、正直疑問に思っている。完全に異常事態だ」と述べ、強い懸念を示している。山本は「県民への県政情報を発信する媒体で災害時の緊急情報発信の役割もある。組合がほかの株主に説明するのも踏まえ、対応を考えたい」と述べ、群馬テレビで2020年から3年間で延べ122人の人事異動が実施されたという労働組合の説明には「地方テレビ局でこんなことは聞いたことがなく、よほどのことだ」と問題視している。
その後、2023年12月22日、同日開催の取締役会において武井に対し「（経費削減のため番組制作の外注をやめる）業務の内製化が性急で強引」であり「求められる社会的責任、使命、正常な形での放送業務を果たせない状況を改善し、県域放送局としてあるべき姿を回復させるべく熟慮を重ねた結果」として解任動議が出され、県や県議会などの取締役から反対意見はなく、賛成多数で可決、武井は解任された。後任は同日、専務取締役兼報道局長の中川伸一郎が就任した。これまで群馬テレビは群馬銀行出身者がトップに就任する事が慣例となっていたが、初めてプロパー社員のトップ就任となった。
先の事例から、群馬テレビは改革に乗り出すべく、2024年5月1日に記者会見を開き、経営や事業など全面的な改革を行うため社外有識者を入れた検討委員会を立ち上げたと発表した。現状の分析や課題抽出を進め、同年6月までに検討の方向性などをまとめた中間報告を、8月までに中長期の工程表などの最終報告を公表するとしている。
2024年10月3日に群馬県庁で記者会見を開き、将来のあり方を示した「群馬テレビ未来構想」を明らかにした。同構想では、2025年4月の番組改編から、正確・迅速な報道を意識し、行政と連携した番組制作を進めるほか、自由度が高い独立ローカル局の強みを生かした番組や公共サービスとしての地域情報を提供する「パブリックサービスメディア」を目指すとしている。
そして2025年3月10日、同局は群馬県庁で記者会見を開き、同年4月改編を「第2の開局」と位置付け、本番組を新たに開始させると発表した。夕方の時間帯における番組改編は2009年4月以来となる。同時に月〜木曜日のメインMCに、よしもと群馬県住みます芸人のお笑いコンビ「アンカンミンカン」の川島大輔（みどり市出身）を起用することを明らかにした。会見で川島は「堅いイメージのニュースを柔らかく楽しく伝え、息の長い愛される番組にしたい」と意気込みを語った。社長の中川は「川島さんは個人の魅力を引き出してくれる」と起用理由を明かし、「視聴者とつながり群馬の魅力が広がる番組を目指す。県内メディアとの連携も深め時代に合った切り口で県民生活に貢献したい」と強調した。

## 放送時間
全て日本時間（JST）で記す。
| 期間      | 期間 | 放送時間              |
| --------- | ---- | --------------------- |
| 2025.3.31 | 現在 | 18:00 - 18:45（45分） |

### 重大ニュース・特別番組放送時の対応
- 2025年8月12日
  - 1985年に発生した日本航空123便墜落事故の追悼式典中継など関連ニュースを報道するため放送時間を15分拡大して18:00 - 19:00まで放送[20]。また、当日のゲスト（がるがるファミリー）に、『ニュースeye8』初代キャスターを務めた元上毛新聞記者・客員論説委員・取締役の武藤洋一が出演した。

## 出演者
特記のない限り、群馬テレビアナウンサー。

### メインMC
月〜木曜日
- 川島大輔（アンカンミンカン） - 群馬住みます芸人

金曜日
- 北爪健太[21]

### キャスター
- 北爪健太
- 加賀爪聡
- 小野梨紗子
- 小林優

### がるがるファミリー
- 第1水曜日：こぴ（歌手・俳優・YouTuber、太田市出身）[22][23][24]

## 主なコーナー・企画

### 現在
- がるがる生中継
- がるがるトーク
- がるがるスポーツ
- がるがるインフォメーション

金曜日
- 知事とつながる!（2025年4月25日 - ）

群馬県知事の山本一太がスタジオ出演し、県政の重要なテーマを毎回一つずつ取り上げて深掘りしていく。
初回では、番組内のニュースで伝えたインターネット上の政治資金収支報告書のデータベースに、山本自身の政治資金を公開したことについて冒頭でコメントした。

## 制作スタッフ
- チーフディレクター：前島將男[1]

## テーマ曲

### オープニング
- Da-iCE「WELCOME!」（2025年3月31日 - ）[注 1]

### エンディング
- LACCO TOWER「君」（2025年3月31日 - ）[3]

## スタジオセット
- 初代（第1スタジオ、放送開始 - 現在）

放送枠縮小前の『ニュースeye8』のセットを改装したもので、ピンクと水色を基調としている。
その改装工事に伴い、2025年3月27・28日の同番組は別スタジオからクロマキーを背景に放送した。